# Granville Leveson-Gower (6e comte Granville)
Pour les articles homonymes, voir Granville Leveson-Gower.
Granville Leveson-Gower (10 septembre 1959), est un pair britannique.

## Biographie
Granville George Fergus Leveson-Gower est né le 10 septembre 1959. Il est le fils de Granville James Leveson-Gower et Doon Aileen Plunket.
Il fait ses études au Collège d'Eton, Windsor, Berkshire, Angleterre.
Il occupe le poste de Page d'honneur de la reine Élisabeth II en 1973. Il devient 6e comte de Granville, 6e vicomte Granville de Stone Park, 6e baron Leveson de Stone.
Il siège à la Chambre des lords de 1987 à 1999 et est exclu cette année en vertu du House of Lords Act 1999 comme la plupart des autres pairs héréditaires. Il ne se représente pas pour retourner à la Chambre lors d'élections partielles.

## Famille
Il épouse Anne Topping , fille de Bernard Topping, le 23 mai 1997. Ils ont 3 enfants :
- Lady Rose Alice Leveson-Gower né le 16 avril 1998
- George James Leveson-Gower , Lord Leveson né le 22 juil. 1999
- Lady Violet May Leveson-Gower né le 5 août 2002